# Газопламенная обработка

Газопламенная обработка — это совокупность технологических процессов тепловой обработки металлов пламенем горючих газов сварочных горелок: газовая сварка, газопрессовая сварка, наплавка стали, твёрдых сплавов и различных цветных металлов; пайка (особенно медными и серебряными припоями); кислородная резка стали, флюсокислородная резка; кислородная строжка (снятие поверхностного слоя стали и прокатной окалины); кислородная вырубка дефектов стальных слитков; обдирка слитков по всей боковой поверхности с удалением дефектов наружного слоя металла (прокатной окалины, ржавчины, старой краски и др. загрязнений); термообработка металла (закалка, отжиг и др.); напыление порошкообразных материалов на поверхность металла с получением покрытий из металлических и неметаллических материалов — керамики и пластмасс; металлизация, т. е. напыление высокоскоростной газовой струей капель жидкого расплавленного металла.
Газопламенная обработка преимущественно ведется с применением кислорода и горючих газов (ацетилена и его заменителей: водорода, природного газа, пропан-бутановой смеси и др.). Иногда используются смеси кислорода и паров горючих жидкостей (керосина, бензина или других жидких углеводородов). 